# BAE Systems Australia
BAE Systems Australia — дочерняя компания BAE Systems, является одним из крупнейших оборонных подрядчиков в Австралии. Была образована в результате слияния компаний British Aerospace Australia и GEC-Marconi Systems и расширена за счет приобретения Armor Holdings в 2007 году и Tenix Defense в июне 2008 года.

## История
Австралийское наследие BAE Systems восходит к испытаниям ракетных систем ПВО первого поколения на полигоне Вумера в начале 1950-х годов. Испытания оружия в Вумере начались в 1953 году компаниями Bristol Airplane Company и English Electric Company. Обе компании объединились в Британскую авиастроительную корпорацию (BAC). В 1977 году BAC была национализирована, а операции в Австралии были переименованы в British Aerospace Australia.
British Aerospace Australia увеличилась вдвое в апреле 1996 года после покупки AWA Defense Industries (AWADI). Компания AWADI была образована в октябре 1988 года в результате слияния предприятий оборонной электроники AWA Ltd, Thorn EMI Electronics Australia и Fairey Australasia.
BAE Systems была образована 30 ноября 1999 года в результате слияния British Aerospace с оборонным подразделением General Electric Company, Marconi Electronic Systems. BAE Systems Australia расширилась за счет приобретения её материнской компанией Armor Holdings в 2007 году и удвоилась после покупки Tenix Defense в июне 2008 года.

## Продукты и услуги
BAE Systems Australia предоставляет множество продуктов и услуг для Сил обороны Австралии (ADF), в том числе: поддержку Fast Jet, военную летную подготовку, автономные системы, управляемое оружие (военно-морскую противовоздушную оборону) и средства связи, командование и поддержку.
BAE Systems Australia управляет двумя бизнес-подразделениями. Аэрокосмические, морские и интегрированные системы (M&IS).

### Военно-морской сектор
Компания BAE Systems унаследовала проект УДК типа «Канберра» от Tenix Defense.
22 октября 2008 года компания BAE Systems была выбрана для продолжения контракта на техническое обслуживание фрегатов УРО ВМС Австралии. BAE Systems заменила существующую компанию Thales Australia 1 января 2009 года. Ожидается, что этот контракт будет действовать до вывода из состава флота последнего фрегата УРО (HMAS Newcastle) в 2021 году.
Заявка BAE Systems на разработку эсминцев типа «Хобарт» была отклонена в мае 2009 года, когда Air Warfare Destroyer Alliance передал 70 % строительства эсминцев в субподряд NQEA Australia и Forgacs Group. Однако 29 июня 2009 года работа, переданная NQEA, была передана BAE Systems Australia из-за того, что первая не смогла выполнить свои финансовые обязательства перед проектом. BAE Systems построит в общей сложности 36 блоков для трех эсминцев на своей верфи в Уильямстауне. Это машинные отсеки корпуса, носовая и кормовая части кораблей.
29 июня 2018 года компания BAE Systems была объявлена предпочтительным участником тендера на строительство фрегатов типа «Хантер» через ASC Shipbuilding и строительство девяти кораблей в Южной Австралии.

## Корпоративный и общественный сектор
Штаб-квартира BAE Systems Australia находится в Эдинбург-парк, Южная Австралия. На конец 2015 года в компании работает около 4000 человек по всей Австралии. Существует партнерская благотворительная организация BAE Systems Australia с 2015 года — Soldier On, целью которой является здравоохранение, трудоустройство и реабилитация ветеранов Австралии, военнослужащих и их семей.